# Blu (Bulgari)
Blu (stilizzato come BLV) è una fragranza della casa di moda Italiana Bulgari. La versione femminile è attualmente fuori produzione.

## Prodotto
La fragranza, creata dal maestro profumiere spagnolo Alberto Morillas nel 2000, è una fragranza basata sui l'imprevedibilità dei contrasti e delle armonie. la versione femminile è stata pensata per una donna inedita, passionale, sofisticata ; la versione maschile vuole invece trasmettere l'idea di un uomo dai contrasti sorprendente, sicuro ma imprevedibile, forte ma dolce. L'ingrediente cardine per è lo zenzero, ingrediente fresco ma pungente, abbinato a note legnose ma delicate come il sandalo.

## Confezione
La confezione cerca di riprendere il concetto di contrasto, abbinando le linee squadrate del serbatoio in vetro alle linee circolari dell'erogatore. Anche nei colori si riprende questa filosofia: una cornice di vetro trasparente e lucido circonda un cuore blu scuro, aggiungendo, nella versione femminile una satinatura del vetro; il tappo è in plastica azzurra trasparente per la versione femminile, in plastica cromata quella maschile. In entrambe le versioni v'è inciso il nome in grigio argentato. La scatola è di cartoncino blu metallizzato, squadrata, con il logo in grigio-argentato.

## Edizioni
Oltre alla versione classica, sono state prodotte delle edizioni speciali, sia da uomo che da donna.
- Blu Absolute (2002):edizione femminile dal sentore di zenzero più deciso e aggiunta di mimosa. La confezione è invariata salvo l'aggiunta della parola "absolute" sopra il nome "Blu"
- Blu Notte (2004): edizione sia femminile che maschile che aggiunge una nota di cioccolato; quella femminile è addizionata a vodka e franchincenso, quella maschile a note legnose più decise (wengè, quercia)
- Blu II (2009): edizione femminile in chiave orientale con note di anice cinese, vetiver e patchouli. La confezione viene rivisitata: la boccetta è abbassata e allargata, il serbatoio, in azzurro e non più blu, è disegnato con forme più morbide e circolari, il tappo diventa cromato e più lavorato.
- Blu Eau d'Ete (2010): edizione femminile che riprende il concetto di Blu II, ma in chiave più estiva e mediterranea, con aggiunta di limone, menta, cannella e ambra